# Prudianka
Prudianka (en ucraïnès i en rus Прудянка) és una vila de la província de Khàrkiv, Ucraïna. El 2021 tenia 1.778 habitants.